# Eupoecilia taneces
Eupoecilia taneces es una especie de polilla del género Eupoecilia, familia Tortricidae.
Fue descrita científicamente por Diakonoff en 1973.

## Distribución
Se encuentra en Papúa Nueva Guinea.